# Uclesia brevinervis
Uclesia brevinervis là một loài ruồi trong họ Tachinidae.